# Bitwa pod Punta Quemada
Bitwa pod Punta Quemada – starcie zbrojne, które miało miejsce w roku 1525. Była jedną z bitew stoczonych przez Francisco Pizarra z licznymi odłamami Inków zamieszkujących kontynent amerykański, na kilka lat przed hiszpańskim podbojem Peru.
Na początku roku 1525 wyprawa dowodzona przez Francisco Pizzaro licząca 80 ludzi, po krótkim pobycie w porcie Puerto del Hambre (Port Głodowy) popłynęła na południe, lądując w pobliżu większego, umocnionego palisadą osiedla zwanego Spaloną Osadą (Pueblo Quemado). Osiedle było opuszczone, jednakże następnego dnia jego mieszkańcy powrócili i przypuścili atak na Hiszpanów. Po krótkiej walce Indian odparto, jednak straty Hiszpanów okazały się poważne: 5 zabitych i 17 rannych. Wśród rannych był sam Francisco Pizarro, któremu tubylcy zadali aż siedem ran.